# フェラーリ・125F1
フェラーリ 125F1 (Ferrari 125F1) はスクーデリア・フェラーリが1948年から1951年まで使用したフォーミュラ1カー。フェラーリ初のF1マシンであり、1950年に開幕したF1世界選手権にも投入された。名称の「125」はエンジン1気筒あたりの排気量125ccを表す（125×12気筒=1,500cc）。

## 開発
第二次世界大戦の後、フェラーリではジョアッキーノ・コロンボが設計したV型12気筒1,500ccエンジン（通称：コロンボエンジン）の開発が進められ、1947年にスポーツカー125Sがレースデビューした。同年にF1規定のグランプリレースが始まると、フェラーリは1948年に2,000ccエンジン車166SCのフォーミュラ仕様で参戦し、次いで純正F1マシンの125F1を投入した。
125Sから流用した1,500ccエンジンにはルーツ式スーパーチャージャーが搭載され、230馬力を発生した。シャーシは鋼管ラダーフレーム式で、ホイールベースは短く設計された。スイングアクスル式のリアサスペンションは挙動過敏でスピンの原因となった。この時期には125F1のシャーシに166SCと同じ2,000ccエンジンを搭載した125F1/166も存在する。
1949年にはホイールベースを延長し、リアサスペンションをド・ディオンアクスル式に改めたことで操縦性が改善された。シーズン終盤にはエンジンがDOHC・2ステージスーパーチャージャー仕様となり、出力は280馬力に向上した。1949年仕様のマシンは125F1/49と表記される場合がある。
しかし、当時の最強マシン、アルファロメオ・158との競争では力不足と判断され、1950年のF1世界選手権シーズンの途中にはアウレリオ・ランプレディ設計の自然吸気式4,500ccエンジンを搭載した375F1に主力の座を譲った。125F1とアルファロメオ・158はともにコロンボが手がけた兄弟関係のマシンだったが、コロンボはこの一件でフェラーリを去り、古巣のアルファロメオに復帰することになる。

## スペック
数値は1948年型。
シャーシ
- 構造 スチール製チューブラーフレーム
- 全長  mm
- 全幅  mm
- 全高  mm
- ホイルベース 2,160mm
- トレッド 1,278mm（前） 1,250mm（後）
- ギアボックス 5速＋後進1速
- 重量 710kg
- サスペンション 
  - 前 ダブルウィッシュボーン・リーフスプリング
  - 後 スイングアクスル・トーションバー
- ブレーキ ドラム式

エンジン
- 気筒数・角度　過給器付きV型12気筒・60度
- ボア・ストローク 55x52.5mm
- 排気量 1,496cc
- 最高出力 230馬力/7,000回転
- 動弁 SOHC・1気筒あたり2バルブ
- キャブレター ウェバー40 DO 3Cキャブレター（シングル）
- 点火装置 1気筒あたり1プラグ
- 潤滑システム ドライサンプ
- クラッチ シングルプレート
- 最高速度 260km/h

タイヤ
- サイズ 5.50x15（前輪） 7.00x15（後輪）

## 成績

### 1948年 - 1949年
125F1は1948年9月5日の地元イタリアGP（モンツァ・サーキット）でデビューし、決勝最高は3位。その後の国内レース、チルキット・ガルダでジュゼッペ・ファリーナがF1規定レースにおけるフェラーリの初勝利を挙げた。
1949年はライバルのアルファロメオとマセラティがレース活動を休止したため、国内外で好成績を収めた。アルファロメオから加入したアルベルト・アスカリは、スイスGP（ブレムガルテン・サーキット）でフェラーリの国際グランプリ初勝利を達成。インターナショナル・トロフィー（シルバーストーン・サーキット）、2段スーパーチャージャー仕様を投入したヨーロッパGP（モンツァ）でも優勝した。チームメイトのルイジ・ヴィロレージはザントフォールトGPで優勝した。
125F1はイギリスの裕福なプライベーターにも販売された。ピーター・ホワイトヘッドはワークス不参加のチェコスロバキアGPで優勝した。トニー・ヴァンダーベル（ヴァンウォールの創始者）のチームが購入した1台はボディをブリティッシュ・グリーンに塗られ、「シンウォール・スペシャル」の名で出走した。2010年バーレーングランプリでは、1992年のF1王者ナイジェル・マンセルがこのマシンに乗りデモ走行した
。

### F1（1950年 - 1951年）
フェラーリは1950年のF1開幕戦イギリスGPを欠場し、第2戦モナコGPから参戦した（第3戦インディアナポリス500は不参加）。ワークスの125F1はモナコGPから第5戦ベルギーGPまで使用されたが、アルファロメオの強さに対抗できず2位1回（アスカリ）が最高だった。第6戦フランスGPはワークスが出走を取り止めたが、プライベート参加のホワイトヘッドはアルファロメオ勢に次ぐ殊勲の3位を獲得した。
1951年はホワイトヘッドがワークスで1回、プライベート参戦で2回125F1に乗った。
- 1950年シーズン
  - 第2戦モナコGP
    - アルベルト・アスカリ - 予選7位・決勝2位
    - ルイジ・ヴィロレージ - 予選6位・決勝リタイア
    - レイモン・ソメール - 予選9位・決勝4位

  - 第4戦スイスGP
    - アルベルト・アスカリ - 予選5位・決勝リタイア
    - ルイジ・ヴィロレージ - 予選4位・決勝リタイア
    - レイモン・ソメール - 予選13位・決勝リタイア

  - 第5戦ベルギーGP
    - ルイジ・ヴィロレージ - 予選4位・決勝6位

  - 第6戦フランスGP
    - ピーター・ホワイトヘッド（プライベーター） - 予選19位・決勝3位

  - 第7戦イタリアGP
    - ピーター・ホワイトヘッド（プライベーター） - 予選18位・決勝7位
- 1951年シーズン
  - 第1戦スイスGP
    - ピーター・ホワイトヘッド（ワークス） - 予選9位・決勝リタイア

  - 第4戦フランスGP
    - ピーター・ホワイトヘッド（プライベーター） - 予選20位・決勝リタイア

  - 第7戦イタリアGP
    - ピーター・ホワイトヘッド（プライベーター） - 予選19位・決勝リタイア